# Jack (Lied)
Jack (stilisiert als JACK) ist ein Lied des US-amerikanischen Country-/Rock-Sängers Hardy. Es erschien am 18. Oktober 2022 als vierte Single seines zweiten Studioalbums The Mockingbird & The Crow.

## Inhalt
Jack ist ein Rocksong, der von Hardy (bürgerlich Michael Wilson Hardy) mit David Garcia und Hillary Lindsey geschrieben wurde. Der Text ist in englischer Sprache verfasst. Jack ist 2:48 Minuten lang, wurde in der Tonart G-Dur geschrieben und weist ein Tempo von 125 BPM auf. Produziert wurde das Lied von Joey Moi. Aufgenommen wurde das Lied in den Ocean Way Studios und den Blackbird Studios in Nashville und dem The Village Studios in Los Angeles. Jack war das erste Lied, welches für Hardys zweites Studioalbum geschrieben wurde und basiert auf einem Gitarrenriff, dass Hardy auf einer halb-elektrischen Gitarre schrieb. Es ist eine Reaktion darauf, dass Hardy in der Vergangenheit zahlreiche Lieder geschrieben hat, die den Alkohol und dessen Konsum glorifizieren. Das Lied wäre eine Hommage an die Leute, die mit den Auswirkungen von Alkoholmissbrauch zu kämpfen haben. Beispielsweise wäre seine Mutter in ihrer Jugend betroffen gewesen. Der Titel des Liedes bezieht sich auf den Tennessee-Whiskey Jack Daniel’s, während der Text aus der Perspektive des Getränks geschrieben wurde, das Hardy als „flüssige Courage“ bezeichnet. Die Botschaft des Liedes lautet, dass der Alkohol nicht versucht, jemanden zu verletzten. Vielmehr wäre er „ein alter Freund, der in der Nähe von denen bleibt, die ein wenig Unterstützung von ihm benötigen“.

„Ich mag die Geschichte, die das Lied erzählt. Es hat einige tiefe Untertöne über Alkohol und wie Alkohol einen starken Griff auf Menschen hat und wie er jemanden zu Fall bringen kann. Ich hoffe, dass die Menschen sich den Text durchlesen und ihn verstehen.“

Das Lied wurde für den Soundtrack des Videospiels WWE 2K23 verwendet.

## Musikvideo
Für das Lied wurde ein Musikvideo gedreht, bei dem Justin Clough Regie führte. Das in Schwarz-weiß gehaltene Video zeigt zunächst Hardy mit seiner Gitarre. Während des ersten Refrain kommen die Musiker seiner Liveband hinzu. Am Ende des Videos zerstören die Musiker unter flackernden Licht ihre Instrumente. Laut Melinda Lorge vom Onlinemagazin Music Mayhem würde die Schwarz-weiß-Ästhetik gut zur dunklen Stimmung des Liedes passen.

## Rezensionen
Erica Zisman vom Onlinemagazin Country Swag schrieb, dass Hardy mit Jack „weiter beweist, warum er einer der besten Songwriter der Country-Szene ist“. Melinda Lorge vom Onlinemagazin Music Mayhem schrieb, das Hardy mit Jack weiterhin ein „Vorreiter“ darin ist, „andere Genres mit Country-Musik zu verschmelzen“. Das US-amerikanische Nachrichtenmagazin Time führte Jack auf Platz zehn ihrer Liste der zehn besten Songs des Jahres 2022. Laut Andrew R. Chow lobte Hardy dafür, dass er „keine Angst habe, die Grautöne in schwierigen Themen zu finden“. Jack wäre „ein Musterbeispiel in seiner sich entwickelnden Handwerkskunst“.

## Kommerzieller Erfolg

### Chartplatzierung
| ChartsChartplatzierungen            | Höchstplatzierung | Wochen |
| ----------------------------------- | ----------------- | ------ |
| Vereinigte Staaten (Billboard Rock) | 21 (20 Wo.)       | 20     |

Darüber hinaus erreichte das Lied Platz eins von Billboards Hard Rock Digital Song Sales und Platz zwei der Hot Hard Rock Songs.

### Auszeichnungen für Musikverkäufe
| Land/Region               | Auszeichnungen für Musikverkäufe (Land/Region, Auszeichnung, Verkäufe) | Verkäufe |
| ------------------------- | ---------------------------------------------------------------------- | -------- |
| Vereinigte Staaten (RIAA) | Gold                                                                   | 500.000  |
| Insgesamt                 | 1× Gold ·                                                              | 500.000  |